# Perfluorbutan
Perfluorbutan je bezbarvý plyn, perfluorovaný derivát n-butanu.

## Použití
Perfluorbutan lze použít jako náhradu bromtrifluormethanu v hasicích přístrojích a jako plynnou složku mikrobublinových kontrastních látek pro ultrazvuková vyšetření.

## Vliv na životní prostředí
Perfluorbutan se ve vzduchu nerozkládá a neštěpí jej ani sluneční záření. Do vzduchu se může uvolňovat z půdy a vody. Za vysokých teplot může vytvářet toxické produkty, jako je fluorovodík.
Poločas rozkladu perfluorbutanu převyšuje 2 600 let. Jeho potenciál globálního oteplování činí 4800.